# 李來希
李來希（1957年—），中華民國政治人物，中國國民黨籍，畢業於師大附中、東吳大學法律系、美國威斯康辛大學麥迪遜分校法學碩士，曾任勞動部簡任第十二職等技監、中華民國全國公務人員協會理事長、總統府國家年金改革委員會委員、行政院勞工委員會勞動條件處長、勞動部綜合規劃處長、勞動部參事。
曾參與籌組軍公教聯盟黨，為其終身黨員。他時常領導現任與退休軍公教抗議蔡英文政府年金改革，如「軍公教九三大遊行」示威。2020年因嘲諷時代力量籍立法委員王婉諭（小燈泡母親）事件，被國民黨停權兩年。

## 退休金改革

### 立場
2016年11月19日，銓敘部對軍公教人員退休金設最低樓地板3萬2千元限制，公務人員代表李來希表示3萬2千元無法有尊嚴的活下去，軍公教退休金（最低樓地板）最少要5萬至6萬元之間。
2017年1月7日，中興大學年金改革中區座談會中李來希表示，堅持信賴保護原則、反對溯及既往（銓敘部規畫全面廢除18%優存），維持退休金舊制與18%優存是基於法律的穩定性、制度的可預測性，不只是為了上一代、這一代，也是為了世世代代。公務人員退休撫卹基金會破產的觀念是錯誤的，84年以前舊制沒有基金破產問題，只有基金準備不足等問題，並且質疑政府規畫砍退休軍公教18%是要軍公教去死嗎？全世界的社會保險都沒有破產的問題，只是基金準備存量不足，但可以因為參數、費率級給付率等改變，就可以適當處理。
2022年8月3日，在裴洛西訪問台灣，中共威脅在台灣領海範圍內舉行軍演之際，李來希在臉書上發文表示：「與其這樣在台灣週邊進行軍事演習，虛張聲勢，不如直接拿下金門、馬祖，實施一國兩制，努力建設金門、馬祖，示範給台灣同胞看看。實踐是檢驗真理的唯一標準，不是嗎？光說不練有什麼用？金馬人民日子好過了，台灣人民才會寄以希望，「大陣仗的軍演，能嚇唬誰？大不了股票躺平而已！軍事演習越多，離台灣人民越遠，何必呢？」」。

### 議論
2017年1月8日，年金改革分區會議第3場會前（8日下午），8日早上公務革新力量聯盟年輕公教人員召開記者會支持年金改革，公務革新力量聯盟發言人林于凱表示：年金改革失敗，45歲以下的年輕世代將是年金破產的受災戶。現在的年改方案是要年輕人多繳少領，改革方案必須溯及既往，才符合世代公平正義。
1. 「改革必須溯及既往、一體適用」
2. 「在職薪資愈高、所得替代率愈低」
3. 「訂定天花板與地板條款」
4. 「年金制度每5年精算微調（永續經營、動態調整）」
5. 「警消、幼教、中小學教師等特殊族群退休年齡有特殊考量」
6. 退輔基金監理委員會應納入各界代表
7. 年金改革應有更多年輕公教代表

台灣風險與保險學會理事長王儷玲表示：依照目前的制度，年輕族群是「保費繳最多、福利被砍最多」的一群。所得替代率超過70%的應該下降。

## 爭議
- 2016年6月27日，正晶限時批節目中，李來希表示：一般勞工看不懂公文，知識水準無法負擔公務員工作，因此勞工退休金無法與軍公教退休金比較[12]。

- 2016年11月17日，對於銓敘部希望取消18%，退休公務員月退休金也不低於3.2萬一事。 李認為每月3.2萬新台幣退休金無法養老。此外，他認為平均領5.6萬並不多，所以取消之事無法接受[13]。

- 2017年1月20日，民進黨黨團書記長劉世芳在記者會中批評，以李來希30年年資加上12職等與18%優存，每月可領到約9萬元退俸；若把絕食的6、7位代表加起來，每年至少可領有600萬退俸，為此絕食抗議反對年金改革，「實在令人不齒」[14]。

- 2017年4月27日，有學生家長向反年改團體反映，盼別在520抗議、避免影響國中教育會考，時任全國公務人員協會理事長的李來希公開表示「不過就是個考試嘛！有這麼重要嗎！」，在網路上引起討論[15]。

- 2017年8月19日，2017年夏季世界大學運動會開幕式因反年改人士在場示威而延誤選手入場，引起社會負面形象。李來希作為反年改團體領導者之一，聲稱自己當時已經離開現場，還表示「開幕式有什麼了不起，又沒有影響賽事」[16][17]。

- 2017年8月28日，反年改團體「監督年金改革行動聯盟」內鬨宣布解散，全國教育產業總工會秘書長劉亞平批評李來希，「只會造神、募款、割稻尾，嗆最大聲、逃最快」[18]。

- 2018年7月3日，李來希在「軍公教網路之聲直播電台」指出，他現在只好吃剩飯，並群眾號召節衣縮食運動，讓國家知道軍公教的處境。輔大哲學教授周偉航在臉書粉絲頁面「特急件小周的人渣文本」表示「我看到這段，突然被戳到點，笑到停不下來。」、「他吃剩飯，那剛煮好的飯菜是被誰吃掉的？應該報警ㄅ」，李來希也臉書回應「剛煮好的菜當然是被『人』吃掉的，剩菜也是留給『人』吃的，『人渣』們就只能乾瞪眼了！」[19][20][21]。

- 2018年7月5日，李來希在臉書貼文上公布出自己的早餐，有燒餅、咖啡以及半顆芒果，說是要「節衣縮食」表示軍公教的困境，反遭到網友質疑「平常是吃多好？」、「芒果好像很貴」，甚至有網友要求貼出節衣縮食前的早餐給大家比對差別，李來希則回應「請到糞坑裡看吧！」[22][23][24][25]。

- 2018年7月15日，李來希在臉書貼文上公布出自己的午餐，有冰糖紅燒排骨、香煎鮭魚、花椰菜炒小干貝、清炒空心菜以及昨天晚餐的剩菜蘿蔔魚丸湯，說是要「節衣縮食」表示軍公教的困境，反遭到網友質疑「平常是吃多好？」、「以前餐餐吃和牛？」，甚至有網友要求貼出節衣縮食前的午餐給大家比對差別，李來希則回應「抱歉了！想看過去的菜色就只能請您去糞坑看了！」[26][27][28]。

- 2018年12月17日，韓國瑜當選高雄市長後，反年改大將、全國公務人員協會理事長李來希，昨天帶43名公務員，包遊覽車南下高雄參觀6處大坪數豪宅，此舉遭網友狂批說「沒錢吃飯，有錢買豪宅」、「炒房團來了」[29][30]。

- 2019年11月18日李來希於臉書附上幾位有國旗打扮的年輕女性照片，表示「支持韓國瑜無分年齡大小，就是支持！」，事實上這些人是支持中華隊，而非韓國瑜，其中一位女姓鍾詩敏隨即在臉書譴責假消息[31][32]。

- 2020年3月11日，針對即將上路的「口罩實名制2.0」，李來希再於同日上午發文批評，僅是為解決供需失衡的應變措施，卻被「偉大」成一個制度；現在創造一個網路新通路，又被「話術」成「進階2.0」。李來希批評，「是什麼天才長髮披肩政務委員的創舉，真是騙死人不用償命。」李來希酸，買口罩有必要搞這麼複雜嗎？那下回買肉要不要也來個買肉實名制？買滷肉飯是不是進階2.0？買烤鴨不就是進階3.0？「真他奶奶的『實名制』！」[33] 對此，民進黨立委王定宇12日在臉書回嗆，「李來希們」處處反對，真的是典型的「生雞卵沒，放雞屎有」[34]。

- 2020年5月13日，小燈泡之母王婉諭8日於臉書發文「六月六號，回家投票，我支持罷免韓國瑜」，對此，李來希於上午發文批評『這個媽媽忘了她的來時路，踩著自己女兒的頭顱往上竄，女兒往生屍骨未寒，凶手尚未伏法，她已經另闢戰場了。韓市長跟她有仇嗎？韓市長阻礙她立法保護類似小燈泡事件的發生嗎？還給小燈泡公道的訴訟還在進行，小燈泡的頭顱已經被她的媽媽踢到了高雄，小燈泡的冤怎麼平反？小燈泡的怨怎麼平復？這帳再怎麼算也算不到韓市長身上吧！為什麼跑到高雄，高雄古名稱「打狗」，難不成亂棒打狗，就只是圖個爽字嗎？用小燈泡的「慘」案換來的權勢與富貴，請問能維持多久？回家吧！回到屬於妳原來的初衷！』，遭到台灣社會及各主要政黨大力抨擊[35][36][37]，亦有人認同，如郭冠英發文表示「李來希的「靠小燈泡」說有哪點不對？王婉瑜當上立委靠什麼，不就靠熄燈嗎？」[38]。下午李來希再度發文「不可以利用家庭悲劇謀取不相稱的權位，忘卻初衷，又要任性發言涉入政治鬥爭，以為可以理所當然的豁免於人民的監督與批判！」[39]。王婉諭下午在時代力量立法院黨團總召邱顯智陪同下，召開記者會[40]，並且在臉書發文提到「沒有一個人，願意用自身的悲劇，去換取權勢或是富貴。」[41]。李來希受訪時告訴中央社記者，立委是公眾人物，是可接受監督對象，且外界也有很多人贊同他的意見，「我道什麼歉，我沒有錯為什麼要道歉？」[42]，雖說如此，但此事遭國民黨因「言行不當影響黨譽」為由停權兩年[43]。

## 外部連結
- 總統府國家年金改革委員會-委員名單 （页面存档备份，存于）
- 李來希的Facebook專頁 （页面存档备份，存于）